# Francesco Clemente
Pour les articles homonymes, voir Clemente.

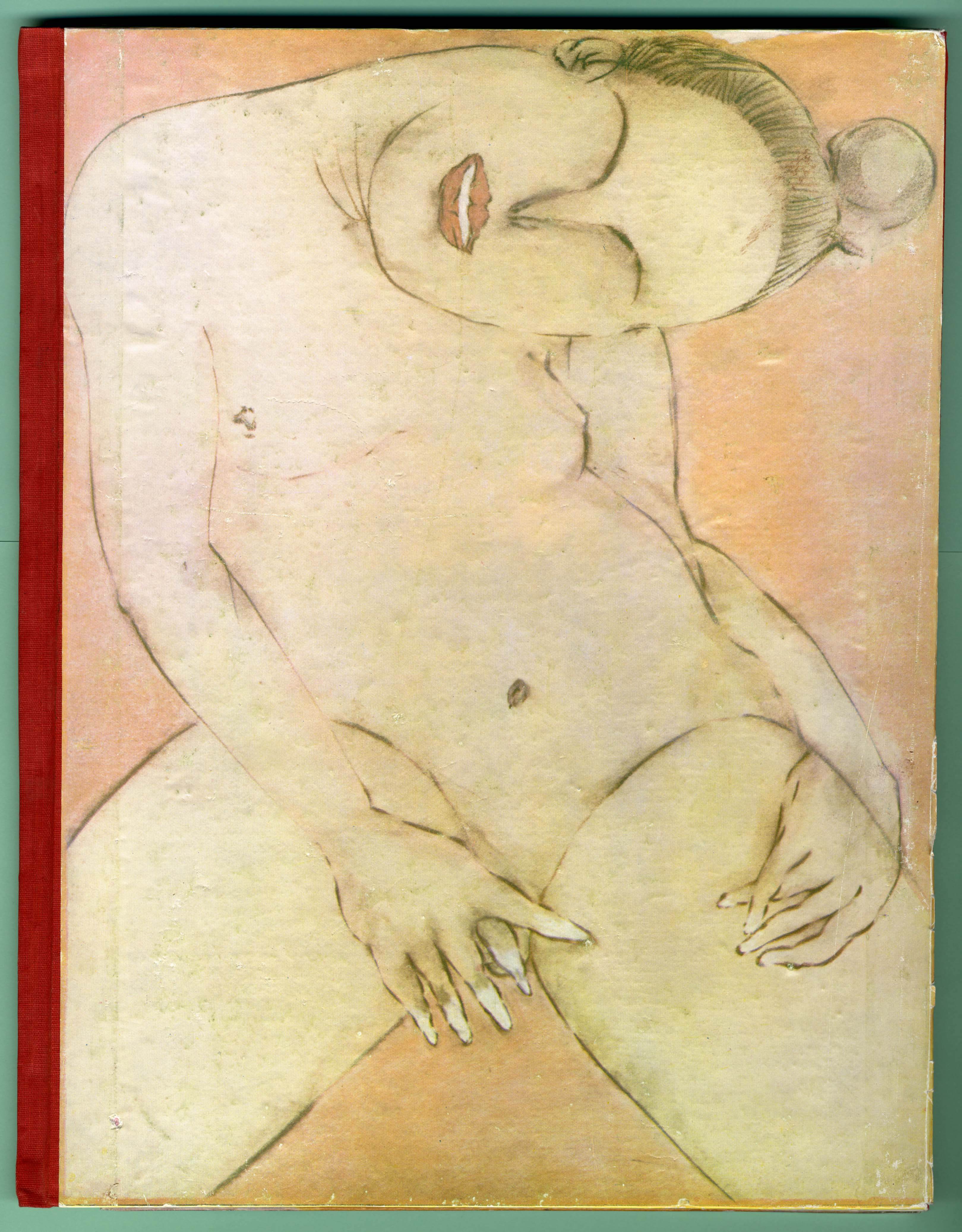
Livre d'artiste, 1981, musée CODA.

Francesco Clemente (23 mars 1952 à Naples- ) est un artiste et peintre italien, figure illustre de la Trans-avant-garde.

## Éléments biographiques
Né à Naples le 23 mars 1952 dans une famille d'origine aristocratique, Francesco Clemente se prédestine à l'architecture et part étudier à Rome, à La Sapienza au début des années 1970. 
Il abandonne finalement ses études pour se concentrer sur la peinture et le dessin.
Suivent alors dans les années 1970 une série de voyages où il puise une grande inspiration, aussi bien artistique que spirituelle.
Au début des années 1980, marié et père de famille, il s'installe à New York.
Il est représenté par la Galerie Daniel Templon à Paris et Bruxelles.  

## Œuvre

### Rome: la Trans-avant-garde
C'est alors qu'il est étudiant à Rome que Francesco Clemente fait la connaissance de Cy Twombly et Alighiero Boetti qui seront pour lui des influences déterminantes.
Son style se précise avec des œuvres intensément subjectives, liées aux corps, le sien, celui des femmes, déformés, mutilés ainsi qu'à la sexualité ; réalisés avec une riche palette de couleurs.
En 1979, il s'associe au mouvement Trans-avant-garde (avec entre autres Sandro Chia) et devient un chef de file du « retour à la figuration ».

### Madras: l'influence orientale
En 1972, Clemente suit Boetti en Afghanistan où il produira une série de pastels. Mais c'est surtout ses voyages en Inde qui vont marquer son œuvre. Il s'inspire de l'art et du folklore du pays, particulièrement remarquable dans nombre de ses travaux et matériaux utilisés. Il travailla à plusieurs reprises en collaboration avec des artistes hindous.

### New York: la reconnaissance
Il s'installe au début des années 1980 à New York avec sa famille où il produit la plupart de ses toiles à la peinture à l'huile, aux connotations violentes, expressionnistes et quasi mystiques.
Il se mêle également aux artistes new-yorkais du moment, notamment dans sa participation à des projets collectifs regroupant Jean-Michel Basquiat et Andy Warhol en 1984.

### Quelques œuvres de Francesco Clemente
- Tondo, 1981, Museum of Modern Art, New York
- Midnight Sun II, 1982, Tate Modern, Londres
- Fils, 1984, Albright-Knox Art Gallery, Buffalo
- L'Isha Upanishad, 1995, Metropolitan Museum of Art, New York
- La stanza della madre, 1995-1997, musée Guggenheim, Bilbao
- Toni Morrison, 1998, Metropolitan Museum of Art, New York
- Ciseaux et papillons, 1999, Solomon R. Guggenheim Museum, New York
- Tandoori Satori n°15, 2004, musée Städel, Francfort-sur-le-Main
- Le Poids de la Lumière, 2006, Smithsonian American Art Museum, Washington D.C

### Quelques expositions de Francesco Clemente
2020
Self-Portraits and Sirens, Albertina, Vienne, Autriche
Francesco Clemente, Moscow Museum of Modern Art, Moscou, Russie
2019
Francesco Clemente. Watchtwoer, Keys, Threads, Gates, Dallas Contemporary, Dallas, États-Unis
2018
Francesco Clemente : Works 1978-2018, The Peter Brant Foundation, New York, États-Unis
Francesco Clemente : Black Light, Centre de Cultura Contemporania de Barcelona, Barcelone, Espagne
2017
Francesco Clemente : Standing with Truth Villa Rufolo, Ravello Festival, Italie
2016
Pirate Heart, Galerie Daniel Templon, Paris, France
Winter Flowers In NYC, Complesso Museale Santa Maria Della Scala, Sienne, Italie
Francesco Clemente : A Normadic Life, Spring Center of Art, Pékin, Chine
After Omeros, Coro Della Maddalena, Alba, Italie
Encampment, Carriageworks, Sydney, Australie
After Omeros, Fergus McCaffrey, Saint-Barthélemy, France
Francesco Clemente : Dormiveglia NSU Art Museum, Ft. Lauderdale, Florida, États-Unis
2015
Francesco Clemente, Art Changsha, Chine
Encampment, Massachusetts Museum of Contemporary Art (Mass MoCA), Massachusetts, États-Unis 
2014
Inspired by India, Rubin Museum of Art, New York, États-Unis
Francesco Clemente, Casamadre Arte Contemporanea, Naples, Italie
2011
The Tarots, Uffizi Gallery, Florence, Italie
Francesco Clemente, Palimpsest, Schirn Kunsthalle, Francfort, Allemagne
2008
The Sopranos, The Arnold and Mary Schwartz Gallery Met, Metropolitan Opera House, Lincoln Center, New York, États-Unis
2005
Francesco Clemente: Self portraits, Gagosian Gallery, Britannia St., Londres, Royaume-Uni
2004
Drawings, Gagosian Gallery, Heddon St., Londres, Royaume-Uni
Francesco Clemente : New Works, Reyjavik Art Museum, Reyjavik, Islande
Francesco Clemente : New Works, The Irish Museum of Modern Art, Dublin, Irlande
2002
Francesco Clemente, Museo Archaelogico Nazionale, Naples, Italie
Clemente in Taos, the Harwood Museum of Art, The University of New Mexico, Taos, Mexique
1999
Clemente, Solomon R. Guggenheim Museum, New York, États-Unis ; Guggenheim Museum Bilbao, Espagne 
Francesco Clemente: Opere su carta, Galleria d'Arte Moderna, Bologna, Italie
1998
Francesco Clemente: Three New Paintings, Gagosian Gallery, New-York, États-Unis
1997
Francesco Clemente: Indian Watercolors, The Metropolitan Museum of Art, New York, puis Modern Art Museum of Fort Worth ; Indianapolis Museum of Art, États-Unis
Francesco Clemente: Portraits, The Andy Warhol Museum, Pittsburgh, États-Unis
1995
Mothers of Hope, Museum für Moderne Kunst, Francfort, Allemagne
1994
Francesco Clemente: Purgatorio, Madison Avenue, New-York, États-Unis
1992
Testa Coda, Kunstmuseum, Bâle, Suisse
1991
Francesco Clemente: Testa Coda, Madison Avenue, New-York, États-Unis
Francesco Clemente: Œuvres récentes, Galerie Daniel Templon, Paris, France 
1990
Clemente: Three Worlds, Philadelphia Museum of Art, Philadelphia, États-Unis 
Clemente: A Retrospective of the Prints 1980-1990, Dolan/Maxwell, Philadelphia, États-Unis
1989
Dia Art Foundation, New-York, États-Unis
Story of My Country, Anthony d'Offay Gallery, Londres, Royaume-Uni
1985
Sperone Westwater, New-York, États-Unis
Leo Castelli, New-York, États-Unis
1982
Œuvres récentes, Galerie Daniel Templon, Paris, France
1981
Museum van Hedendaagse Kunst, Ghent, Pays-Bas
Anthony d'Offay, Londres, Royaume-Uni
Francesco Clemente/Matrix 46, University Art Museum, University of California, Berkeley, États-Unis, puis Wadsworth Athenaeum, Hartford, États-Unis
1980
Padiglione d'Arte Contemporanea di Milano, Milan, Italie

### Travaux annexes
- L'étendard du palio de Sienne 2012